# Korana
Die Korana [ˈkɔrana] ist ein Karstfluss in Mittelkroatien. Sie entsteht im Anschluss an die Plitvicer Seen, die sich in der Lika befinden (Gespanschaft Lika-Senj). Offiziell beginnt die Korana bei der Mündung des Flusses Plitvica, am Ende der Seenkette der Plitvicer Seen. Diese Stelle wird Sastavci (deut. Zusammenfluss) genannt. Unmittelbar nördlich der Seen beginnt die Kordun-Region (Gespanschaft Karlovac), durch die der Fluss weiter gen Norden fließt. Die Korana bildet einige Kilometer lang die Grenze zu Bosnien und Herzegowina und fließt durch Slunj, vorbei am Naturphänomen Rastoke, das den Plitvicer Seen sehr ähnlich ist, bis sie in den Fluss Kupa (dt. auch Kulpa) bei Karlovac mündet.
Der Fluss hat keine charakteristische Ursprungsquelle, sondern stellt schlicht den Abfluss der Plitvicer Seen dar. Die Plitvicer Seen, einzigartig in der Welt und zum UNESCO-Weltnaturerbe gehörig, entstehen durch zahlreiche Wasserzuläufe. Am bekanntesten davon sind die Bijela und Crna Rijeka (Weißer und Schwarzer Fluss).
Die Korana fließt durch ein Karstgebiet, das aus Kalkgestein besteht. Unter besonderen physikalischen und chemischen Bedingungen schafft die Natur in diesem Gebiet stets neues Gestein (siehe dazu Plitvicer Seen). Typisch für die Korana ist ihr klares, smaragdgrün schimmerndes Wasser. Im Sommer beträgt die Höchsttemperatur der Korana etwa 28 °C.

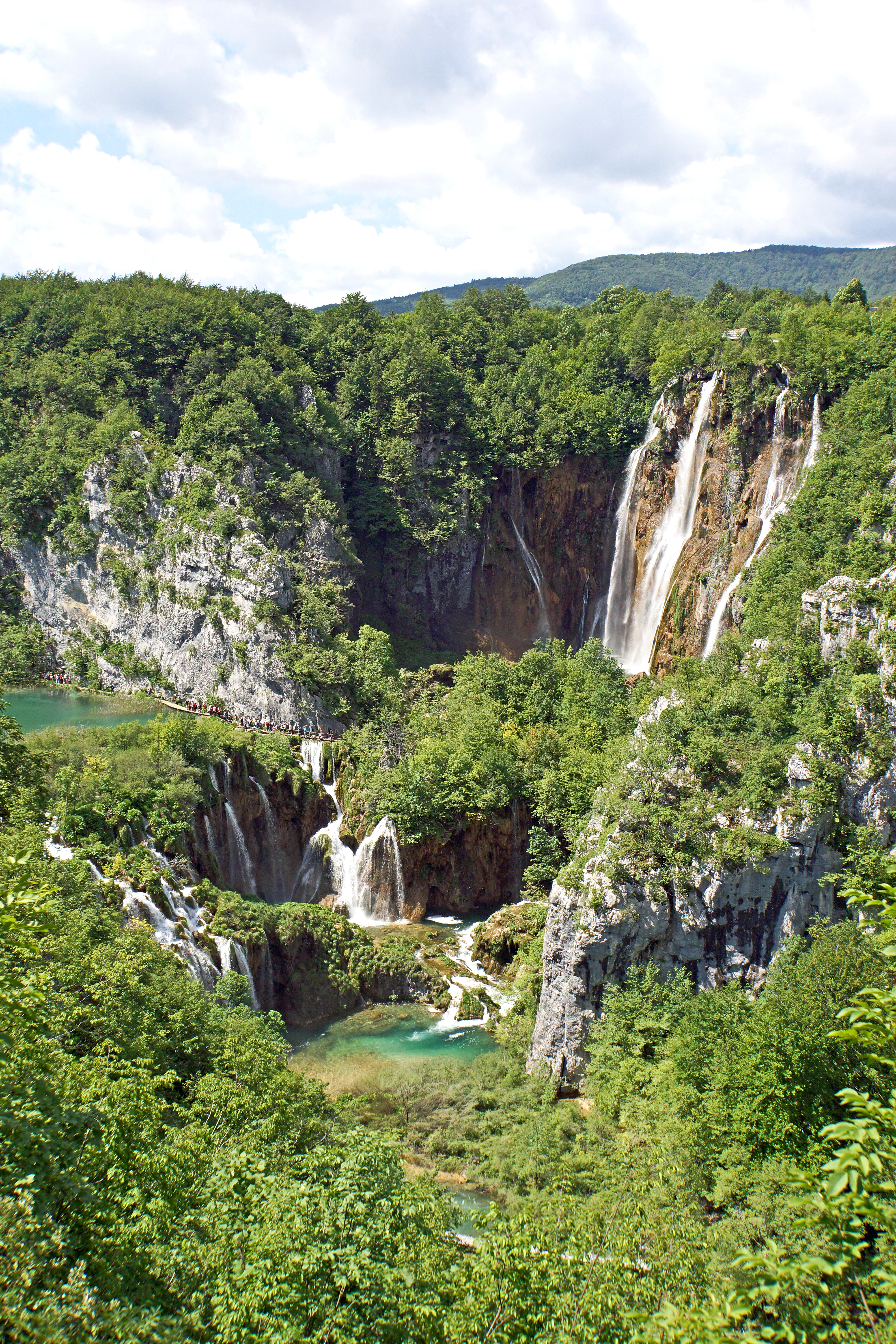
Die Korana entsteht im Nationalpark Plitvicer Seen am Zufluss der Plitvica. Diese Stelle wird Sastavci genannt.
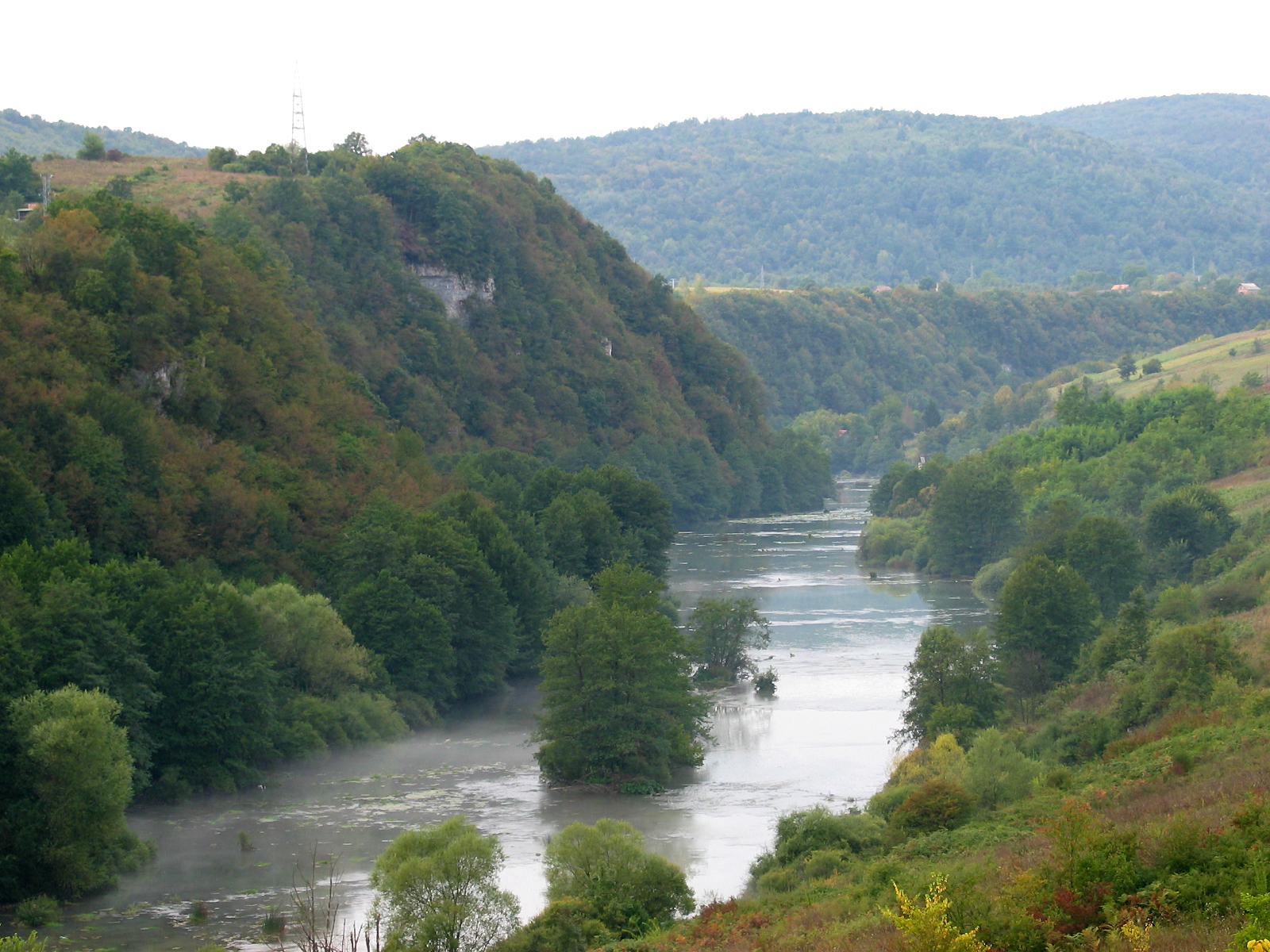
Die Korana bei Slunj
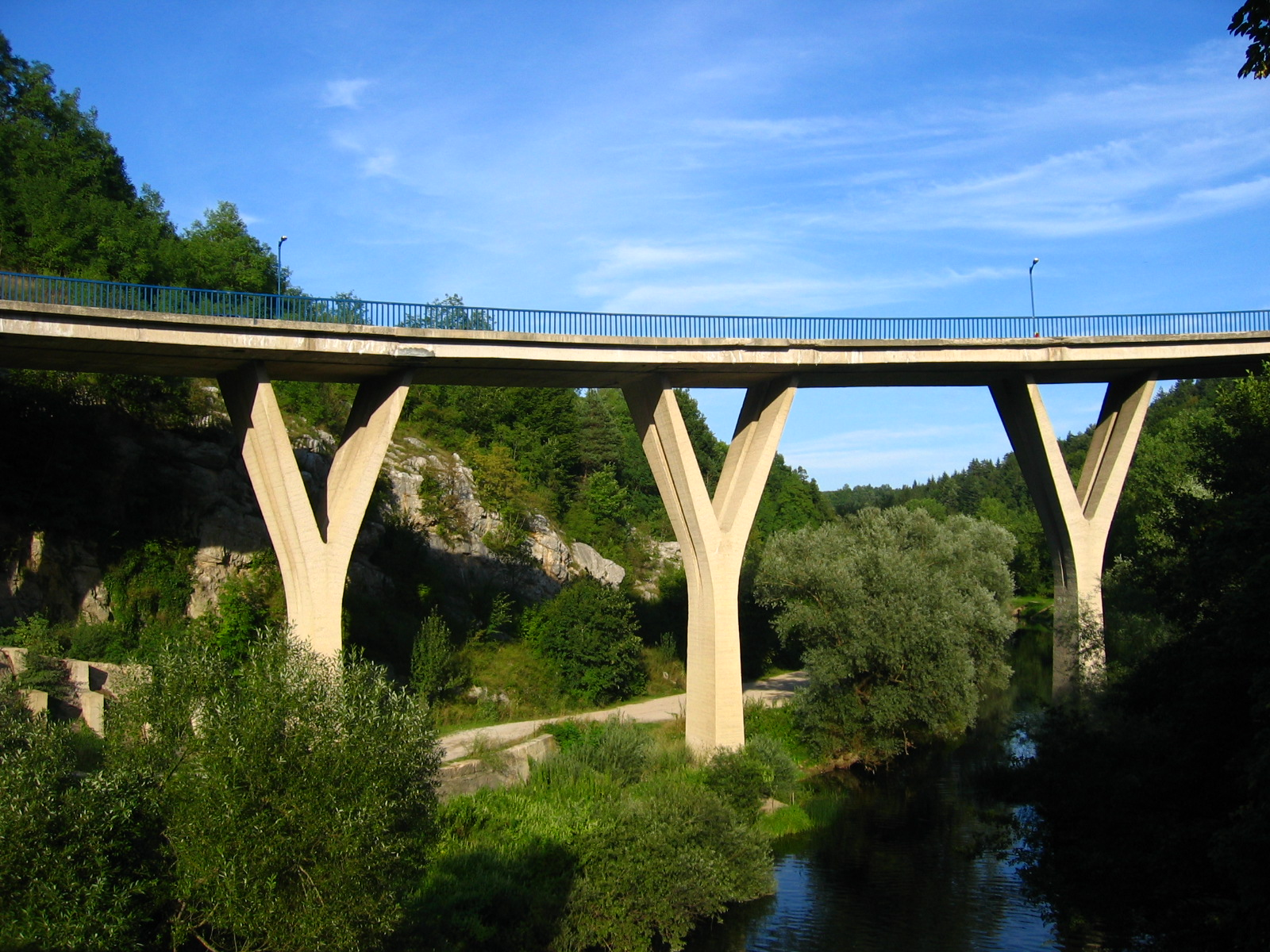
Straßenbrücke über den Fluss Korana in Slunj
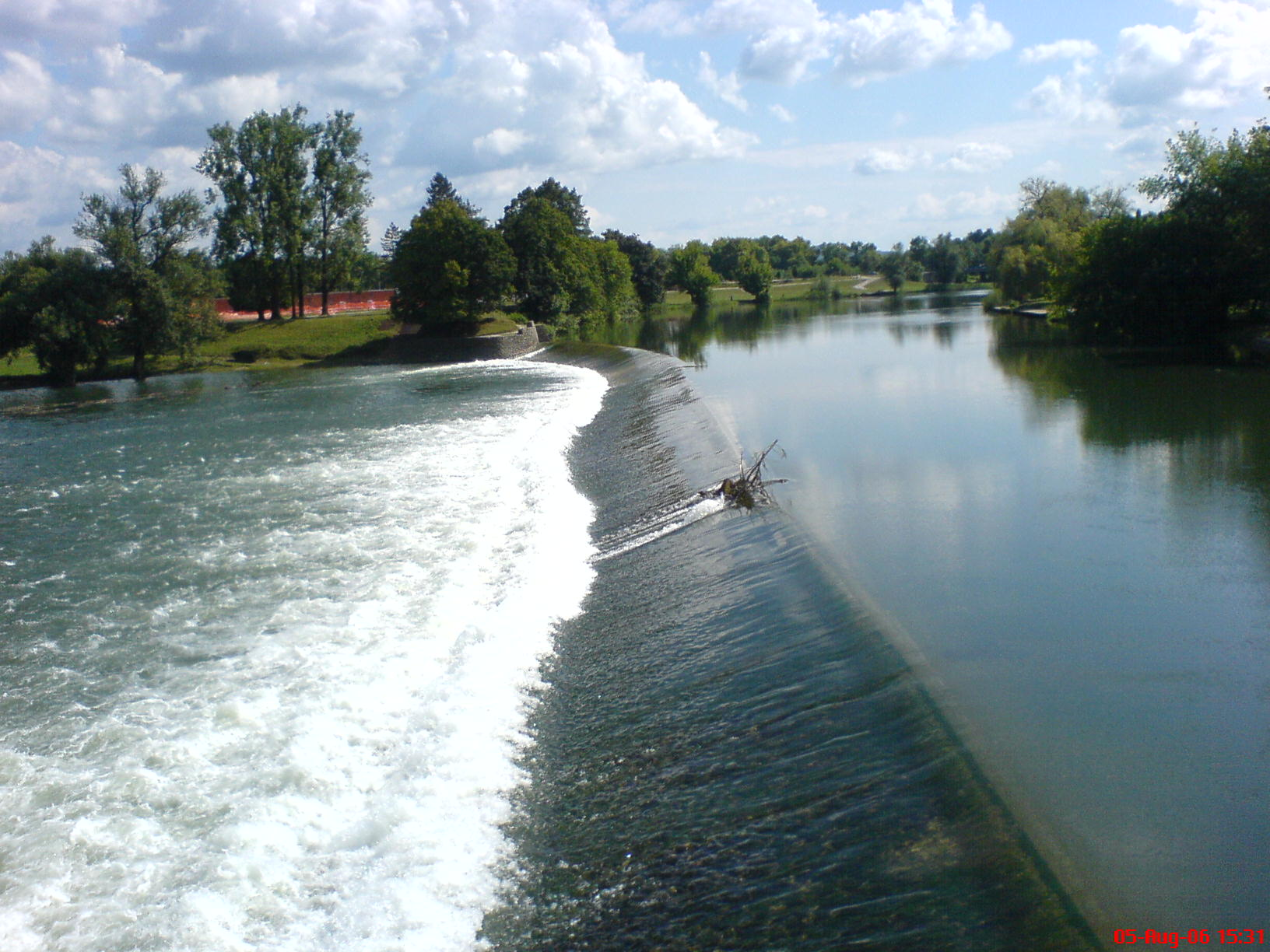
Die Korana bei Karlovac